# Tyrone Keogh
Tyrone Keogh es un actor, modelo y asistente de dirección sudafricano. Es más conocido por su participación en las series de televisión estadounidenses 24 Hours to Live, The Girl from St. Agnes y Dominion. En 2012 fue nombrado el hombre mejor vestido de GQ Sudáfrica.

## Biografía
Keogh nació en 1982 en Johannesburgo, Sudáfrica. Su padre Danny Keogh es un actor sudafricano y su madre, Debbie Keogh, es productora de cine. En 2011, ganó el concurso Cleo Bachelor of the Year en Fourways, Johannesburgo.

## Carrera profesional
Siendo adolescente se involucró en la industria cinematográfica realizando distintos trabajos relacionados con la producción, como pintar o construir escenarios. A los dieciséis años, apareció en comerciales de televisión sudafricanos para marcas como: Vodacom UK, Pepsi USA, Opel Europe, Orange Communications, Nestle y KFC. Posteriormente, se convirtió en director de arte de comerciales y videos musicales. De 2002 a 2004, trabajó como asistente de vestuario en las películas Pavement, Citizen Vedict y Wake of Death. En 2004, debutó en cine como la versión joven del personaje "Michael Kittridge" en Blast. En 2007, actuó en la película de Hollywood Goodbye Bafana.

## Filmografía

### Cine
| Año  | Título                                   | Rol                                  |
| ---- | ---------------------------------------- | ------------------------------------ |
| 2003 | Citizen Verdict                          | asistente de vestuario               |
| 2004 | Wake of Death                            | asistente de vestuario               |
| 2004 | Blast                                    | Michael Kittridge (joven)            |
| 2006 | Blood Diamond                            |                                      |
| 2007 | Goodbye Bafana                           | Brent Gregory                        |
| 2007 | More Than Just a Game                    | Warder Ekwilbou                      |
| 2008 | The Deal                                 |                                      |
| 2008 | Starship Troopers 3: Marauder            | Sargento                             |
| 2008 | Service Pistol                           | Jp                                   |
| 2010 | The Tunnel                               | Cabo sudafricano, primer subdirector |
| 2010 | Death Race 2                             | Camarógrafo                          |
| 2011 | Waterfront                               | Actor                                |
| 2015 | Eye in the Sky                           | Sammy                                |
| 2017 | 24 Hours to Live                         | Keith Zera                           |
| 2017 | Accident                                 | Fred                                 |
| 2020 | Transference: A Love Story               | Douglas Cornell                      |
| 2020 | Jerusalema - South African Film Industry | Jack                                 |

### Televisión
| Año  | Título                  | Rol                    | Tipo                     | Ref. |
| ---- | ----------------------- | ---------------------- | ------------------------ | ---- |
| 2002 | Pavement                | asistente de vestuario | Película para televisión |      |
| 2008 | Generation Kill         | Charlie Marine         | Miniserie                |      |
| 2011 | The Wild                | Jack van reenen        | Serie                    |      |
| 2013 | SAF3                    | Tom                    | Serie                    |      |
| 2014 | Dominion                | Vince Halloran         | Serie                    |      |
| 2014 | Homeland                | S.F. #1                | Serie                    |      |
| 2017 | Black Sails             | Adams                  | Serie                    |      |
| 2019 | The Girl from St. Agnes | Shane Moolman          | Serie                    |      |
| 2020 | Still Breathing         | Stephen                | Serie                    |      |
| 2025 | One Piece               | Dalton                 | Serie                    |      |

## Vida privada
Desde 2012, estuvo saliendo con la ex Miss Sudáfrica Nicole Flint, pero su relación terminó en 2014. Se casó con la actriz Shivaani Ghai en noviembre de 2016.